# Danh sách vũ khí của Hải quân Hoa Kỳ

## Vũ khí sử dụng cho tàu
- Hệ thống Chiến đấu Aegis
- MK 45 5-inch gun
- Phalanx CIWS
- RGM-84 Harpoon
- BGM-109 Tomahawk
- RIM-7 Sea Sparrow
- RIM-67 Standard 2
- RIM-162 Evolved Sea Sparrow Missile
- Mark 46 torpedo
- Mark 48 torpedo
- Mark 50 torpedo
- Mark 60 Captor Mine
- Trident II (D-5) nuclear missile

## Vũ khí sử dụng cho máy bay
- M61 Vulcan
- AGM-84 Harpoon
- AGM-88 HARM
- AGM-65 Maverick
- AGM-119 Penguin
- AGM-154 JSOW
- AIM-9 Sidewinder
- AIM-7 Sparrow
- AIM-120 AMRAAM
- SLAM-ER
- Bom thông minh JDAM
- Paveway laser-guided bombs
- B61 nuclear bomb
- Mark 82 dumb bomb